# Os Trombadinhas
Os Trombadinhas (tdl. ‘Los carteristas’) es una película brasileña de aventuras y crimen de 1980 dirigida por Anselmo Duarte. El guion fue escrito por Carlos Heitor Cony y Pelé, quien también interpretó al protagonista. La película presenta a Pelé como entrenador juvenil del Santos F. C. que se une temporalmente a la policía para investigar una red de ladrones juveniles en la Zona Central de São Paulo, descubriendo su explotación por parte de delincuentes adultos.

## Sinopsis
La difícil situación de los menores abandonados en São Paulo, en particular la de los jóvenes carterista s, llama la atención de un prominente empresario tras presenciar la agresión de un niño a una mujer en el bullicioso corazón de la metrópoli. Conmovido por este encuentro, decide usar su influencia para abordar la grave situación que enfrentan estos jóvenes marginados. En busca de una solución viable, el empresario consigue el apoyo de Pelé, un respetado entrenador de las categorías inferiores del Santos Futebol Clube, para colaborar en iniciativas destinadas a mejorar las condiciones de vida de los niños en situación de riesgo.

## Reparto
- Pelé como él mismo.
- Paulo Villaça como detective Bira.
- Paulo Goulart como doctor Federico.
- Ana Maria Nascimento e Silva como Arlete.
- Sérgio Hingst como Manteiga.
- Neuza Amaral como Leila.
- Raul Cortez como Juiz.
- Tony Card como Gibi.
- Francisco Di Franco como Renato.
- Katia D'Ângelo como Ana María.
- Netto Oliveira como Darcy.
- David Hungaro como Delegado.
- Marcos Antonio da Silva Gomes como Tiao.
- Paulo Duarte como Niño de la calle.

## Recepción
En una reseña publicada en abril de 2025, el periodista y presentador Marcos Lauro afirmó: «Técnicamente, la película es mediocre. Tiene la estética de pornochanchada —un género muy popular en aquel entonces— pero sin los elementos obscenos. La edición es discordante y algunas escenas son excesivamente oscuras. Por otro lado, incluye una secuencia de persecución con explosiones, probablemente donde, dicho sea de paso, se destinó la mayor parte del presupuesto». También señaló que «el diálogo a menudo se inclina hacia una retórica panfletaria, sobre todo cuando Pelé habla de los problemas sistémicos de Brasil que afectan a la infancia. Sin embargo, la sincera intención de la película hace que se pasen por alto estos defectos. Pelé, frecuentemente criticado por evitar posturas políticas, aquí presenta una película entera sobre política: sobre cómo una nación rica abandona a sus jóvenes, les niega oportunidades y, en última instancia, empuja a muchos al crimen».
Lauro concluyó: « Os Trombadinhas trasciende su condición de meme viral. Es un manifiesto, una denuncia de los fracasos del país. Sus deficiencias técnicas palidecen en comparación con la fuerza de su mensaje».

## Legado
En una escena de la película, Arlete, una de los delincuentes que explota a los jóvenes ladrones, le pregunta a Pelé: Você... você é o Pelé? («Tú... ¿tú eres Pelé?»), a lo que Pelé responde: Não, eu sou o Jô Soares, sua piranha! («No, ¡soy Jô Soares, perra!»). La escena se convirtió en un meme de internet en Brasil. En una entrevista con elPrograma do Jô de Soares, Pelé declaró que su intención era sorprender a Jô Soares.